# Flydalsjuvet

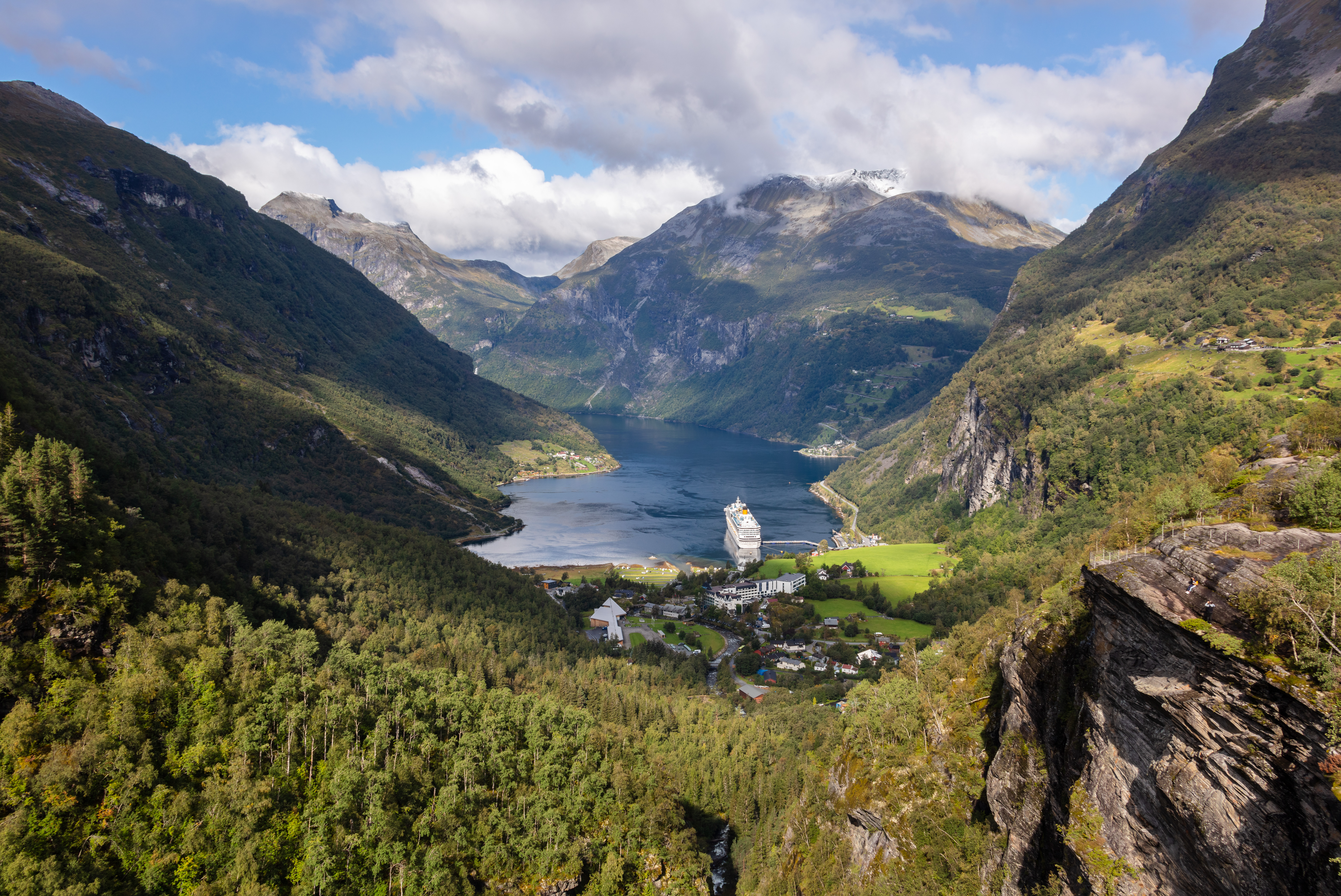

De Flydalsjuvet is een rotspunt in het Noorse Geiranger. Het punt aan de nationale toeristenweg tussen Geiranger en Trollstigen biedt uitzicht op Geiranger en de Geirangerfjord.